# Gibbonthophagus
Gibbonthophagus là một chi bọ cánh cứng thuộc họ Scarabaeidae.